# Ammodytes hexapterus
Lançon gourdeau
Espèce
Ammodytes hexapterus, appelé Lançon gourdeau au Canada, est une espèce de poissons d'eau de mer ou saumâtre de la famille des Ammodytidae.

## Répartition et habitat
Ammodytes hexapterus se rencontre dans l'Atlantique nord-est, depuis la ville russe de Mourmansk jusqu'à l'Espagne et y compris l'Islande et la Baltique. Les individus mentionnés en Méditerranée seraient en fait des erreurs d'identification.
Cette espèce est présente entre 1 et 96 m de profondeur et notamment dans les eaux côtières, les baies et les plages sablonneuses, y compris la zone intertidale et les estuaires et rarement au large. Ce poisson passe l'hiver enfoui dans le sable à des profondeurs comprises entre 20 et 50 cm.

## Description
Ammodytes hexapterus peut mesurer jusqu'à 20 cm, queue non comprise. Il mesure cependant plus communément entre 11 et 15 cm.
Ce poisson passe une partie de son temps enfoui dans le sable et une autre à nager en banc en pleine eau. Il se nourrit de zooplancton et de diatomées de grande taille.

## Classification
Le nom valide complet (avec auteur) de ce taxon est Ammodytes hexapterus Pallas, 1814.

## Étymologie
L'épithète spécifique, hexapterus, dérivé du grec ancien ἕξ, héx, « six », et πτερόν, pterón, « nageoire », n'a pas d'étymologie avérée mais pourrait faire référence à l'absence de nageoires pelviennes ; cependant cela laisse à cette espèce de poissons cinq nageoires et non six.